# Test de Lucas
En teoria de nombres, el  test de Lucas  és un test de primalitat per a un nombre natural  n  i requereix que els factors cosins de  n  - 1 siguin coneguts.
Si hi ha un nombre natural  a  menor que  n  i més gran que 1 que verifica les condicions
{\displaystyle a^{n-1}\ \equiv \ 1{\pmod {n}}}
així com
{\displaystyle a^{({n-1})/q}\ \not \equiv \ 1{\pmod {n}}}
per a tots els factors primers  q  de  n  - 1, llavors  n  és primer. Si no pot trobar tal  a , llavors  n  és un nombre compost.
Per exemple, prengui  n  = 71. Llavors,  n  - 1 = 70 = (2) (5) (7).
Preneu-vos ara  a  = 11. En primer lloc:
{\displaystyle 11^{70}\ \equiv \ 1{\pmod {71}}}
Això no demostra que l'ordre multiplicatiu d'11 mod 71 és 70, perquè algun factor de 70 encara podria funcionar amunt. Verifiquem llavors 70 dividit pels seus factors primers:
{\displaystyle 11^{35}\ \equiv \ 70\ \not \equiv \ 1{\pmod {71}}}
{\displaystyle 11^{14}\ \equiv \ 54\ \not \equiv \ 1{\pmod {71}}}
{\displaystyle 11^{10}\ \equiv \ 32\ \not \equiv \ 1{\pmod {71}}}
Llavors, l'ordre multiplicatiu d'11 mod 71 és 70 i d'aquesta manera, 71 és primer.
Per realitzar aquestes potències modulars hauria d'usar el mètode accelerat de exponenciació binària.
Aquest algorisme és correcte, ja que si a passa el primer pas, podem deduir que a i n són coprimers. Si a també passa el segon pas, llavors l'ordre de  a  al grup (Z/nZ)* és igual a n- 1, el que significa que l'ordre d'aquest grup és n- 1, implicant que n és primer. Recíprocament, si n és primer, llavors hi ha una arrel primitiva mòdul n i qualsevol arrel primitiva passarà dos passos de l'algorisme.